# Trichardis leucocoma
Trichardis leucocoma är en tvåvingeart som först beskrevs av Wulp 1899.  Trichardis leucocoma ingår i släktet Trichardis och familjen rovflugor. Inga underarter finns listade i Catalogue of Life.